# Макгиннесс, Пол (футболист)
Пол Макги́ннесс (англ. Paul McGuinness; родился 2 марта 1966) — английский футболист и футбольный тренер. С 2005 по 2016 годы был главным тренером молодёжной команды «Манчестер Юнайтед до 18 лет .

## Биография
Пол — сын бывшего игрока и главного тренера «Манчестер Юнайтед» Уилфа Макгиннесса. Обладает дипломом Университета Лафборо по специальности «физическая культура».
В качестве игрока Пол Макгиннесс выступал на позиции полузащитника, сыграв 20 матчей в Футбольной лиге за клубы «Кру Александра» и «Честер Сити». Он также играл за «Манчестер Юнайтед» (став выпускником молодёжной академии клуба) и «Бери», но не сыграл ни одного матча в лиге за эти клубы.